# Азовська військова флотилія
Азо́вська військо́ва флоти́лія — військово-морське формування на Азовському морі, існувало двічі в історії за часів громадянської війни та під час Другої світової війни.

## Червона Азовська військова флотилія
Одне з формувань радянського ВМФ, створена в квітні 1918 на Азовському морі з базою в місті Єйську . У червні 1918 ліквідована у зв'язку із захопленням узбережжя Азовського моря військами супротивників. У березні 1920 відновлена, в травні увійшла до складу Морських сил Чорного й Азовського морів. Базувалась у Маріуполі та Таганрозі. У квітні-червні 1921 ліквідована.
В липні-жовтні 1920 року до складу флотилії входило 3 мінних загороджувачі, 9 кононенських човнів, 6 сторожових катерів, 16 моторних катерів-винищувачів (усі переобладнані з рибальських та портових суден) та понад 30 транспортних кораблів. Значними операціями Азовської військової флотилії були розсатевлення в серпні 1920 року мінних загород в Керченській протоці та десантна операція 19-24 серпня в районі станиць Камишеватської та Ахтаринської коли разом з 9-ю армією моряки знищили білогвардійський десант Улагая.

## Часи Другої світової
Азовська військова флотилія була відтворена в липні 1941 з головною базою в Маріуполі. Підтримувала бойові дії 9-ї та 51-ї армій, брала участь у Керченсько-Феодосійській десантній операції 1941–1942, евакуювала війська Кримського фронту, сприяла переправі через Дон військ 56-ї армії. У вересні 1942 включена до складу Новоросійського оборонного району.
У лютому 1943 Азовська військова флотилія знову відновлена. Її кораблі діяли на комунікаціях ворога, брали участь у морських боях, висаджували тактичні десанти в містах Таганрог, Маріуполь, Осипенко (нині Бердянськ), взяли участь у Керченсько-Ельтигенській десантній операції 1943, під час якої у ніч на 3 листопада висадили частини 56-ї армії на північ від Керчі; в січні 1944 висадили три тактичних десанти на узбережжя Криму. На основі Азовська військова флотилія у квітні 1944 сформовано Дунайську військову флотилію.